# Los años de la ciudad
Los años de la ciudad es una novela de Frederik Pohl publicada en 1985, en la que a través de historias aparentemente inconexas se va mostrando al lector la evolución de una ciudad y, sobre todo, la de sus habitantes.

## Resumen de la trama
Los años de la ciudad es una novela en la que se construye una utopía desde Nueva York en cinco historias enlazadas.

## Recepción
Dave Langford reseñó Los años de la ciudad  para la revista White Dwarf #64, y declaró que "Hay elementos cursis (como las tradicionales putas y ladrones con corazones de oro en la historia 1) y cosas que no puedo creer; pero en general es impresionante, con suficiente amargura 'realista' para hacernos tragar a los cínicos el núcleo azucarado del optimismo".

## Reseñas
- Reseña de Dan Chow (1984) en Locus, #281 junio de 1984
- Reseña de Patricia Hernlund (1985) en Fantasy Review, enero de 1985
- Reseña de Robert Coulson (1985) en Amazing Stories, marzo de 1985
- Reseña de Algis Budrys (1985) en The Magazine of Fantasy & Science Fiction, marzo de 1985
- Reseña de Tom Easton (1985) en Analog Science Fiction/Science Fact, abril de 1985
- Reseña de Kenny Mathieson (1985) en Fundación, #35 Invierno 1985/1986, (1986)